# Donald Matheson Sutherland
Pour les articles homonymes, voir Donald Sutherland (homonymie) et Sutherland.
Donald Matheson Sutherland (3 décembre 1879-4 juin 1970) est un homme politique canadien de l'Ontario. Il est député fédéral conservateur de la circonscription ontarienne d'Oxford-Nord de 1925 à 1926 et de 1930 à 1935. Il est ministre dans le cabinet du premier ministre Richard Bedford Bennett.

## Biographie
Né à Norwich en Ontario, Sutherland tente sans succès d'entre élu député d'Oxford-Nord avec les Libéraux de Laurier lors de l'élection de 1917 déclenchée en crise de la conscription.
Il change d'allégeance en 1921 et passe dans les rangs conservateur et remporte le siège de député d'Oxford-Nord en 1925. Il est défait l'année suivante lors de l'1926 avec laquelle les Libéraux de Mackenzie King revient au pouvoir après l'affaire King-Byng.
Sutherland revient à la Chambre des communes à la suite de l'élection de 1930. Il est nommé ministre de la Défense nationale dans le cabinet de R. B. Bennett. En 1934, alors que le pays subit la Grande dépression, Bennett institue sa version canadienne du New Deal de Franklin Delano Roosevelt et nomme Sutherland au poste de ministre des Pensions et de la Santé national (en). Les réformes de Bennett s'avèrent insuffisantes et le gouvernement perd l'élection de 1935 où Sutherland perd également son siège.